# Championnat du monde moins de 18 ans de hockey sur glace
Le championnat du monde moins de 18 ans de hockey sur glace, est une compétition annuelle de la Fédération internationale de hockey sur glace (abrégée en IIHF pour le nom anglais International Ice Hockey Federation) pour les joueurs de moins de 18 ans des équipes nationales de hockey du monde entier. Le tournoi a lieu traditionnellement à la mi-avril.

## Résultats
| Année | Médaille d'or, monde                                     | Médaille d'argent, monde                                 | Médaille de bronze, monde                                | Ville(s) organisatrice(s)                    |
| ----- | -------------------------------------------------------- | -------------------------------------------------------- | -------------------------------------------------------- | -------------------------------------------- |
| 1999  | Finlande                                                 | Suède                                                    | Slovaquie                                                | Füssen et Kaufbeuren                         |
| 2000  | Finlande                                                 | Russie                                                   | Suède                                                    | Kloten et Weinfelden                         |
| 2001  | Russie                                                   | Suisse                                                   | Finlande                                                 | Heinola, Helsinki et Lahti                   |
| 2002  | États-Unis                                               | Russie                                                   | Tchéquie                                                 | Piešťany et Trnava                           |
| 2003  | Canada                                                   | Slovaquie                                                | Russie                                                   | Iaroslavl                                    |
| 2004  | Russie                                                   | États-Unis                                               | Tchéquie                                                 | Minsk                                        |
| 2005  | États-Unis                                               | Canada                                                   | Suède                                                    | České Budějovice et Pilsen                   |
| 2006  | États-Unis                                               | Finlande                                                 | Tchéquie                                                 | Ängelholm et Halmstad                        |
| 2007  | Russie                                                   | États-Unis                                               | Suède                                                    | Tampere et Rauma                             |
| 2008  | Canada                                                   | Russie                                                   | États-Unis                                               | Kazan                                        |
| 2009  | États-Unis                                               | Russie                                                   | Finlande                                                 | Fargo et Moorhead                            |
| 2010  | États-Unis                                               | Suède                                                    | Finlande                                                 | Babrouïsk et Minsk                           |
| 2011  | États-Unis                                               | Suède                                                    | Russie                                                   | Crimmitschau et Dresde                       |
| 2012  | États-Unis                                               | Suède                                                    | Canada                                                   | Brno, Znaïm et Břeclav                       |
| 2013  | Canada                                                   | États-Unis                                               | Finlande                                                 | Sotchi                                       |
| 2014  | États-Unis                                               | Tchéquie                                                 | Canada                                                   | Lappeenranta et Imatra                       |
| 2015  | États-Unis                                               | Finlande                                                 | Canada                                                   | Zoug et Lucerne                              |
| 2016  | Finlande                                                 | Suède                                                    | États-Unis                                               | Grand Forks                                  |
| 2017  | États-Unis                                               | Finlande                                                 | Russie                                                   | Poprad et Spišská Nová Ves                   |
| 2018  | Finlande                                                 | États-Unis                                               | Suède                                                    | Tcheliabinsk et Magnitogorsk                 |
| 2019  | Suède                                                    | Russie                                                   | États-Unis                                               | Örnsköldsvik et Umeå                         |
| 2020  | Compétition annulée en raison de la pandémie de Covid-19 | Compétition annulée en raison de la pandémie de Covid-19 | Compétition annulée en raison de la pandémie de Covid-19 | Metro Detroit Plymouth Township et Ann Arbor |
| 2021  | Canada                                                   | Russie                                                   | Suède                                                    | Dallas Frisco et Plano                       |
| 2022  | Suède                                                    | États-Unis                                               | Finlande                                                 | Landshut et Kaufbeuren                       |
| 2023  | États-Unis                                               | Suède                                                    | Canada                                                   | Bâle et Porrentruy                           |
| 2024  | Canada                                                   | États-Unis                                               | Suède                                                    | Espoo et Vantaa                              |
| 2025  | Canada                                                   | Suède                                                    | États-Unis                                               | Allen et Frisco                              |

## Palmarès
Cette section présente le bilan global des équipes.
| Nation     | Médaille d'or, monde | Médaille d'argent, monde | Médaille de bronze, monde | Total |
| ---------- | -------------------- | ------------------------ | ------------------------- | ----- |
| États-Unis | 11                   | 6                        | 4                         | 21    |
| Canada     | 6                    | 1                        | 4                         | 11    |
| Finlande   | 4                    | 3                        | 5                         | 12    |
| Russie     | 3                    | 6                        | 3                         | 12    |
| Suède      | 2                    | 7                        | 6                         | 15    |
| Tchéquie   | 0                    | 1                        | 3                         | 4     |
| Slovaquie  | 0                    | 1                        | 1                         | 2     |
| Suisse     | 0                    | 1                        | 0                         | 1     |

Mise à jour : après le CM 2025

## Meilleurs pointeurs
Cette section présente le ou les joueurs ayant inscrit le plus de points chaque année,.
| Année | Joueur                                                   | Nation                                                   | PJ                                                       | B                                                        | A                                                        | Pts                                                      |
| ----- | -------------------------------------------------------- | -------------------------------------------------------- | -------------------------------------------------------- | -------------------------------------------------------- | -------------------------------------------------------- | -------------------------------------------------------- |
| 1999  | Marián Gáborík                                           | Slovaquie                                                | 7                                                        | 3                                                        | 8                                                        | 11                                                       |
| 2000  | Iegor Chastine (de)                                      | Russie                                                   | 6                                                        | 7                                                        | 4                                                        | 11                                                       |
| 2001  | Ilia Kovaltchouk                                         | Russie                                                   | 6                                                        | 11                                                       | 4                                                        | 15                                                       |
| 2002  | Aleksandr Ovetchkine                                     | Russie                                                   | 8                                                        | 14                                                       | 4                                                        | 18                                                       |
| 2003  | Kanstantsin Zakharaw                                     | Biélorussie                                              | 6                                                        | 5                                                        | 11                                                       | 16                                                       |
| 2004  | Lauri Korpikoski                                         | Finlande                                                 | 6                                                        | 5                                                        | 6                                                        | 11                                                       |
| 2005  | Philip Kessel                                            | États-Unis                                               | 6                                                        | 9                                                        | 7                                                        | 16                                                       |
| 2006  | Patrick Kane                                             | États-Unis                                               | 6                                                        | 7                                                        | 5                                                        | 12                                                       |
| 2007  | James Van Riemsdyk                                       | États-Unis                                               | 7                                                        | 5                                                        | 7                                                        | 12                                                       |
| 2008  | Cody Hodgson                                             | Canada                                                   | 7                                                        | 2                                                        | 10                                                       | 12                                                       |
| 2009  | Toni Rajala                                              | Finlande                                                 | 6                                                        | 10                                                       | 9                                                        | 19                                                       |
| 2010  | Teemu Pulkkinen                                          | Finlande                                                 | 6                                                        | 10                                                       | 5                                                        | 15                                                       |
| 2011  | Nikita Koutcherov                                        | Russie                                                   | 7                                                        | 11                                                       | 10                                                       | 21                                                       |
| 2012  | Mathew Dumba                                             | Canada                                                   | 7                                                        | 5                                                        | 7                                                        | 12                                                       |
| 2013  | Connor McDavid                                           | Canada                                                   | 7                                                        | 8                                                        | 6                                                        | 14                                                       |
| 2014  | William Nylander                                         | Suède                                                    | 7                                                        | 6                                                        | 10                                                       | 16                                                       |
| 2015  | Auston Matthews                                          | États-Unis                                               | 7                                                        | 8                                                        | 7                                                        | 15                                                       |
| 2016  | Tyson Jost                                               | Canada                                                   | 7                                                        | 6                                                        | 9                                                        | 15                                                       |
| 2017  | Kristian Vesalainen                                      | Finlande                                                 | 7                                                        | 6                                                        | 7                                                        | 13                                                       |
| 2018  | Jack Hughes                                              | États-Unis                                               | 7                                                        | 5                                                        | 7                                                        | 12                                                       |
| 2019  | Jack Hughes                                              | États-Unis                                               | 7                                                        | 9                                                        | 11                                                       | 20                                                       |
| 2020  | Compétition annulée en raison de la pandémie de Covid-19 | Compétition annulée en raison de la pandémie de Covid-19 | Compétition annulée en raison de la pandémie de Covid-19 | Compétition annulée en raison de la pandémie de Covid-19 | Compétition annulée en raison de la pandémie de Covid-19 | Compétition annulée en raison de la pandémie de Covid-19 |
| 2021  | Matveï Mitchkov                                          | Russie                                                   | 7                                                        | 12                                                       | 4                                                        | 16                                                       |
| 2022  | Jonathan Lekkerimäki                                     | Suède                                                    | 6                                                        | 5                                                        | 10                                                       | 15                                                       |
| 2023  | William Smith                                            | États-Unis                                               | 7                                                        | 9                                                        | 11                                                       | 20                                                       |
| 2024  | James Hagens                                             | États-Unis                                               | 6                                                        | 9                                                        | 13                                                       | 22                                                       |
| 2025  | Filip Ekberg                                             | Suède                                                    | 7                                                        | 10                                                       | 8                                                        | 18                                                       |